# Famille Adlercreutz
La famille Adlercreutz est une famille de la noblesse de Suède et de Finlande.

## Histoire

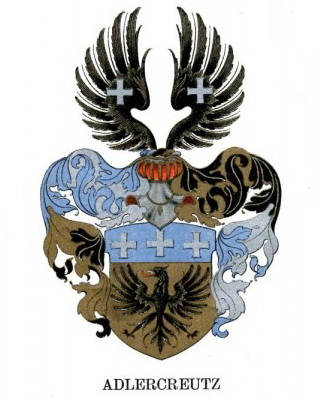
Blason de la famille Adlercreutz.

La famille est originaire du village d'Iso-Teutari à Lohja. 
Le membre le plus ancien de la famille est Erik Maununpoika mort en 1654.
Son fils Tomas Eriksson Teuterström (1643–1710) est au service des rois Charles XI et Charles XII.
Il est fait chevalier par Charles XII, le 26 septembre 1700 à Karlshamn, sous le nom d'Adlercreutz.
Il entre à la maison de la noblesse de Suède, la Riddarhuset, en 1703 sous le numéro 1382, qui sera remplacé par la suite en 1386 B.
Deux membres de la famille entreront à la maison de la noblesse de Finlande le 17 septembre 1818 avec le numéro 97.

## Personnalités
- Tomas Adlercreutz (1643–1710),
- Carl Johan Adlercreutz (1757–1815), militaire
- Fredrik Adlercreutz (1793–1852), militaire
- Axel Gustav Adlercreutz (1821–1890), politicien
- Nils Adlercreutz (1866–1955), sportif
- Gregor Adlercreutz (1898–1944), sportif
- Erik Adlercreutz (1899–1989), professeur
- Herman Adlercreutz (1932–2014), professeur
- Eric Adlercreutz (1935-), architecte[1]
- Anders Adlercreutz (1970-), architecte
- Gunnel Adlercreutz, née af Björkesten (1941-), architecte

## Pour approfondir